# 1. VC Wiesbaden
Maillots
Le 1. VC Wiesbaden est un club allemand de volley-ball féminin, fondé en 1977 et basé à Wiesbaden qui évolue pour la saison 2020-2021 en 1.Bundesliga.

## Palmarès
- Championnat d'Allemagne[2]
  - Finaliste : 2010.
- Coupe d'Allemagne
  - Finaliste : 2013, 2018[3]